# Euphyia sphagnicolor
Euphyia sphagnicolor là một loài bướm đêm trong họ Geometridae.